# Wanda Pimentel
Wanda Pimentel (Rio de Janeiro, 1943 - Rio de Janeiro, 23 de dezembro de 2019) foi uma pintora, desenhista e escultora brasileira. Ficou conhecida especialmente por suas obras em que, com figuras geométricas e elementos do cotidiano, tratava particularmente do universo feminino.

## Carreira e obra
Na primeira metade da década de 1960, Pimentel estudou pintura com Ivan Serpa, um dos pioneiros da arte construtiva no Brasil, no Museu de Arte Moderna do Rio de Janeiro. Envolvimento, um conjunto de obras que teve início no fim da década de 1960, inaugura sua trajetória artística, que se inicia em paralelo ao endurecimento do regime militar ditatorial brasileiro, marcado pelo AI-5.
Segundo o crítico e curador Fernando Cocchiarale, esse conjunto de pinturas tanto marca sua identidade poética como promove desdobramentos em sua prática artística por quase dez anos. Essa primeira fase de pinturas da artista, com pinceladas lisas, chapadas, com cenas e objetos do cotidiano representados na tela, misturam, para Cocchiarale, a influência de seus primeiros anos de aprendizado com Serpa (Construtivismo), as assemblages da Nova Figuração (Antonio Dias e Rubens Gerchman), o universo icônico da Pop Art norte-americana e, finalmente, do design gráfico. Parte das pinturas da série Envolvimento foi exposta em 2015, na exposição Artevida, com curadoria de Adriano Pedrosa e Rodrigo Moura. Ainda em 2015, a artista carioca expôs 35 obras inéditas, entre pinturas e esculturas, na Galeria de Arte Ipanema, e galeria Anita Schwartz Galeria, na Gávea.
Em 1988, suas obras puderam ser vistas na novela Vale Tudo, em que apareciam como se fossem de autoria da personagem Heleninha Roitmann, pintora interpretada pela atriz Renata Sorrah.
Wanda Pimentel faleceu no dia 23 de dezembro de 2019, de causa não divulgada, embora a notícia só tenha sido divulgada dia 27 de dezembro, pela Galeria Anita Schwartz, que a representava.